# یوشیمی کوبایاشی
یوشیمی کوبایاشی (انگلیسی: Yoshimi Kobayashi؛ زادهٔ ۱۱ اوت ۱۹۶۸) بازیکن سافت‌بال اهل ژاپن است.